# Federico Gobbo
Federico Gobbo (26 de març de 1974) és un professor de filosofia de la informàtica i de lingüística italià.
Federico Gobbo va estudiar comunicació i nous mitjans a la Universitat de Torí i va fer estudis de postgrau en esperantologia amb Fabrizio Pennacchietti. També va treballar a la Universitat de Milà en un programa d'humanitats digitals organitzat conjuntament pel departament d'informàtica i el de filosofia. És doctor en ciències de la computació amb una tesi sobre gramàtiques aposicionals. És especialista en l'estudi de llengües auxiliars internacionals, com Esperanto o Volapük, però també d'altres llengües artificials, com les creades per a propòsits de ficció, com el klingon, així com en la figura de Zamenhof. Actualment és catedràtic d'interlingüística i esperanto a la Universitat d'Amsterdam. Des de 2005 forma part de l'equip de redacció de la revista Language Problems and Language Planning. El 2012 va participar en el projecte de la Universitat d'Esperanto a l'illa de Hainan, Xina, ensenyant filosofia i història de la informàtica i esdevenint també professor de l'Acadèmia Internacional de Ciències de San Marino. El 2015 va fer la primera inauguració trilingüe del curs acadèmic a la universitat d'Amsterdam. És col·laborador de l'Acadèmia d'Esperanto.